# 로런츠 인자
로런츠 인자(Lorentz因子, 영어: Lorentz factor)는 특수 상대성이론의 여러 공식에 등장하는 인자다. 예를 들면, 시간 지연, 길이 수축과 상대론적 질량의 공식 따위에 등장한다. 기호는 그리스 문자 감마(γ). 대략, 입자의 속력이 얼마나 상대론적인지를 나타내는데, {\displaystyle 1\lesssim \gamma }이면 비상대론적인 속력, {\displaystyle 1\ll \gamma }이면 상대론적인 속력이다. 로런츠 인자는 초기에 로런츠의 전기역학에 나타나면서, 네덜란드 물리학자 헨드릭 로런츠의 이름을 따라서 불리게 되었다.

## 정의
로런츠 인자는 다음과 같이 정의된다.
{\displaystyle \gamma ={\frac {1}{\sqrt {1-{v^{2} \over c^{2}}}}}={\frac {1}{\sqrt {1-\beta ^{2}}}}={\frac {dt}{d\tau }}}
이때
- v는 관성계 사이의 상대 속도,
- β는 광속 c에 대한 v의 비율,
- τ는 관찰자의 관성계에서 측정한 고유 시간,
- t는 좌표 시간,
- c는 진공에서의 빛의 속력이다.

상기 식이 실용적으로 가장 많이 쓰이나, 다른 형태로도 나타낼 수 있다.

## 로런츠 인자 표

속도가 0일 때 로런츠 인자값은 1이다. 속도가 빛의 속력에 이르면, 로런츠 인자값은 무한대가 된다.

| 속도 (기준 : c)                | 로런츠 인자                 | 비율                          |
| {\displaystyle \beta =v/c\,\!} | {\displaystyle \gamma \,\!} | {\displaystyle 1/\gamma \,\!} |
| ------------------------------ | --------------------------- | ----------------------------- |
| 0.000                          | 1.000                       | 1.000                         |
| 0.100                          | 1.005                       | 0.995                         |
| 0.200                          | 1.021                       | 0.980                         |
| 0.250                          | 1.033                       | 0.968                         |
| 0.300                          | 1.048                       | 0.954                         |
| 0.400                          | 1.091                       | 0.917                         |
| 0.500                          | 1.155                       | 0.866                         |
| 0.600                          | 1.250                       | 0.800                         |
| 0.700                          | 1.400                       | 0.714                         |
| 0.750                          | 1.512                       | 0.661                         |
| 0.800                          | 1.667                       | 0.600                         |
| 0.866                          | 2.000                       | 0.500                         |
| 0.900                          | 2.294                       | 0.436                         |
| 0.990                          | 7.089                       | 0.141                         |
| 0.999                          | 22.366                      | 0.045                         |
| 0.99995                        | 100.00                      | 0.010                         |

## 같이 보기
- 특수 상대성이론
- 로런츠 변환
- 관성 좌표계

## 참고 문헌
- Merrifield, Michael. “γ – Lorentz Factor (and time dilation)”. 《Sixty Symbols》. 노팅엄 대학교, Brady Haran.
- Merrifield, Michael. “γ2 – Gamma Reloaded”. 《Sixty Symbols》. 노팅엄 대학교, Brady Haran.